# Guido II Embriaco
Guido II Embriaco o Guido II de Gibelet (fallecido en enero de 1282 en Nephin) fue señor de Gibelet en el condado de Trípoli.
Fue el hijo del Enrique I Embriaco y su esposa Isabel de Ibelín. Sucedió a su padre como señor de Gibelet en 1271. Adoptó el nombre y las armas de Ibelín. En 1277, secuestró a la heredera de la familia Alemán para casarla con su hermano, lo que provocó una disputa con Bohemundo VII de Trípoli, que tenía la intención de casarla con el sobrino de Bartolomé, obispo de Tortosa, y después huyó a los templarios. Derrotó a Bohemundo, que se propuso atacar Gibelet, al norte de Botron. Guido derrotó a Bohemundo una vez más en 1278, pero este último se tomó la revancha en enero de 1282 cuando capturó a Guido y sus hermanos en Trípoli y los enterró hasta el cuello en una zanja y los dejó morir de hambre.
Se casó con Margarita de Sidón, hija de Julian Grenier y su esposa Eufemia de Armenia, y tuvo:
- María (antes de octubre de 1274 – Nicosia, 4 de septiembre de 1334), su sucesora.
- Catalina.
- Pedro (fallecido en 1310 o después).
- Silvestre.